# Royal Rumble (2026)
Royal Rumble 2026 será un evento premium en vivo de lucha libre profesional producido por WWE para sus divisiones de marca Raw y SmackDown que tendrá lugar en enero en Riad, Arabia Saudita. Fue el trigésimo novena evento bajo la cronología de Royal Rumble. Será el primer Royal Rumble que no se realice en Estados Unidos desde el primer Royal Rumble de 1988 en Hamilton, Ontario, Canadá. También será el primer Royal Rumble que se llevara a cabo fuera de América del norte, sin contar con la edición especial de Greatest Royal Rumble

## Producción
Royal  Rumble es un evento anual de pago por visión (PPV) y WWE Network, producido cada enero por WWE desde 1988. Es uno de los cinco eventos más importantes del año, junto con WrestleMania, SummerSlam, Survivor Series y Money in the Bank, conocidos como «Los Cinco Grandes». Recibe su nombre del Royal Rumble match, una battle royal modificada en la que los participantes entran a intervalos cronometrados en lugar de empezar todos en el ring al mismo tiempo. El evento de 2026 será el número 39 en la cronología del Royal Rumble. 
El combate Royal Rumble generalmente presenta a 30 luchadores y el ganador tradicionalmente gana un combate por el campeonato mundial en WrestleMania de ese año. Para 2026, hombres y mujeres podrían elegir a qué campeonato mundial competir en WrestleMania 42; los hombres podrían elegir el Campeonato Mundial Peso Pesado de Raw o el Campeonato Indiscutido de WWE de SmackDown, mientras que las mujeres tienen la opción entre el Campeonato Femenino de WWE de SmackDown o el Campeonato Mundial Femenino de Raw.
También podría ser la primera edición de Royal Rumble como lo van siendo:WrestleMania y SummerSlam.

## Luchas pactadas
- Men's Royal Rumble Match: 30 Luchadores por confirmar.
  - El ganador de la lucha obtendrá una oportunidad titular por el Campeonato Mundial Peso Pesado de Raw o el Campeonato Indiscutido de WWE de SmackDown en WrestleMania 42.